# Nevadacrinus
Nevadacrinus is een geslacht van uitgestorven zeelelies uit de klasse van de Crinoidea.

## Soort
- Nevadacrinus geniculatus Lane & Webster 1966